# 福勒 (印第安纳州)
福勒（英語：Fowler）是一個位於美國印地安納州本頓縣的城鎮。根據2010年美國人口普查，該地人口為2317人，而該地的面積約為3.63平方千米。同時該地也是本頓縣的縣治。

## 地理
福勒的座標為40°37′06″N 84°19′09″W / 40.61833°N 84.31917°W，而該地的平均海拔高度為251米（即823英尺）。